# Młaka Brzeżek

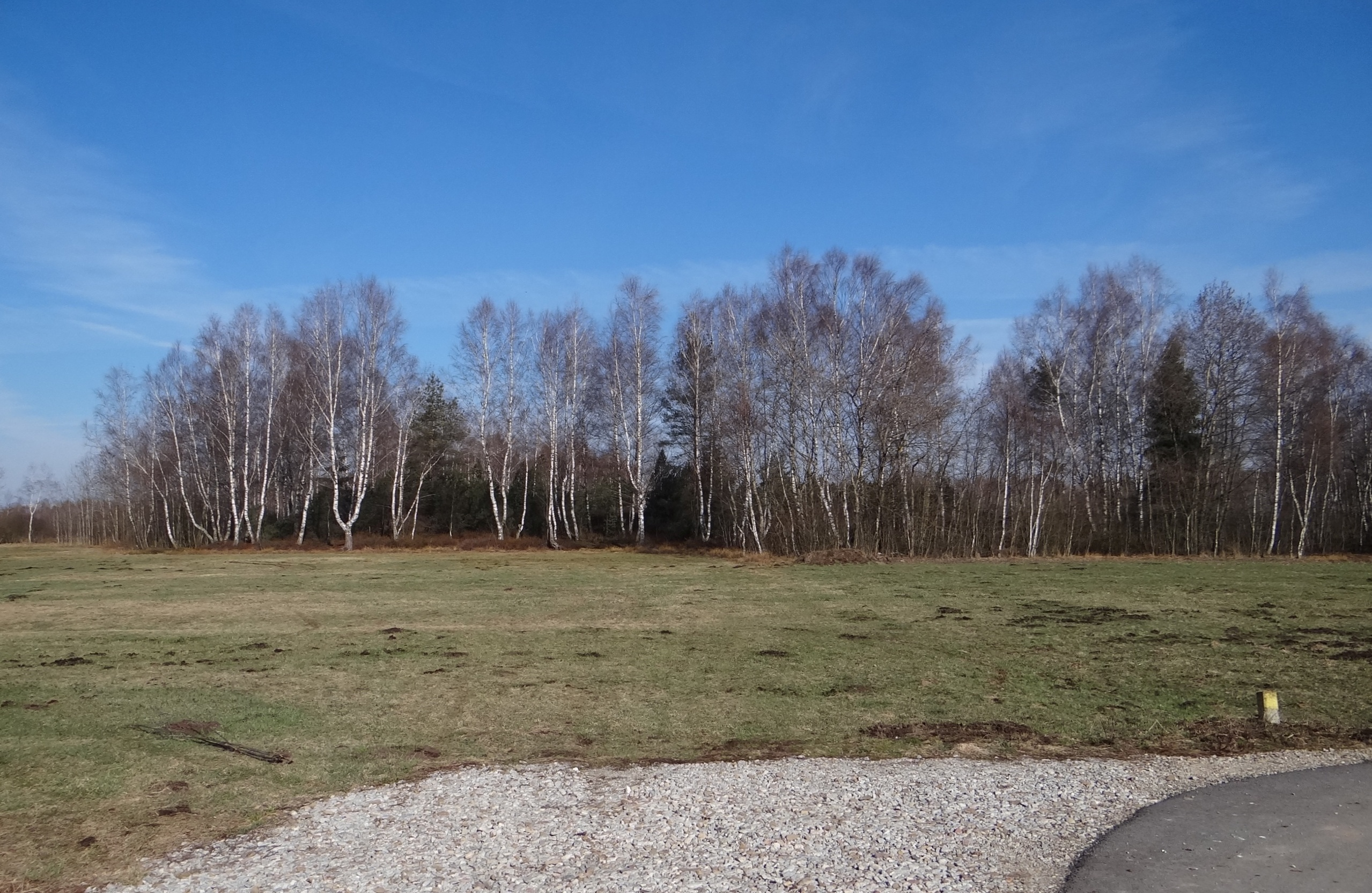

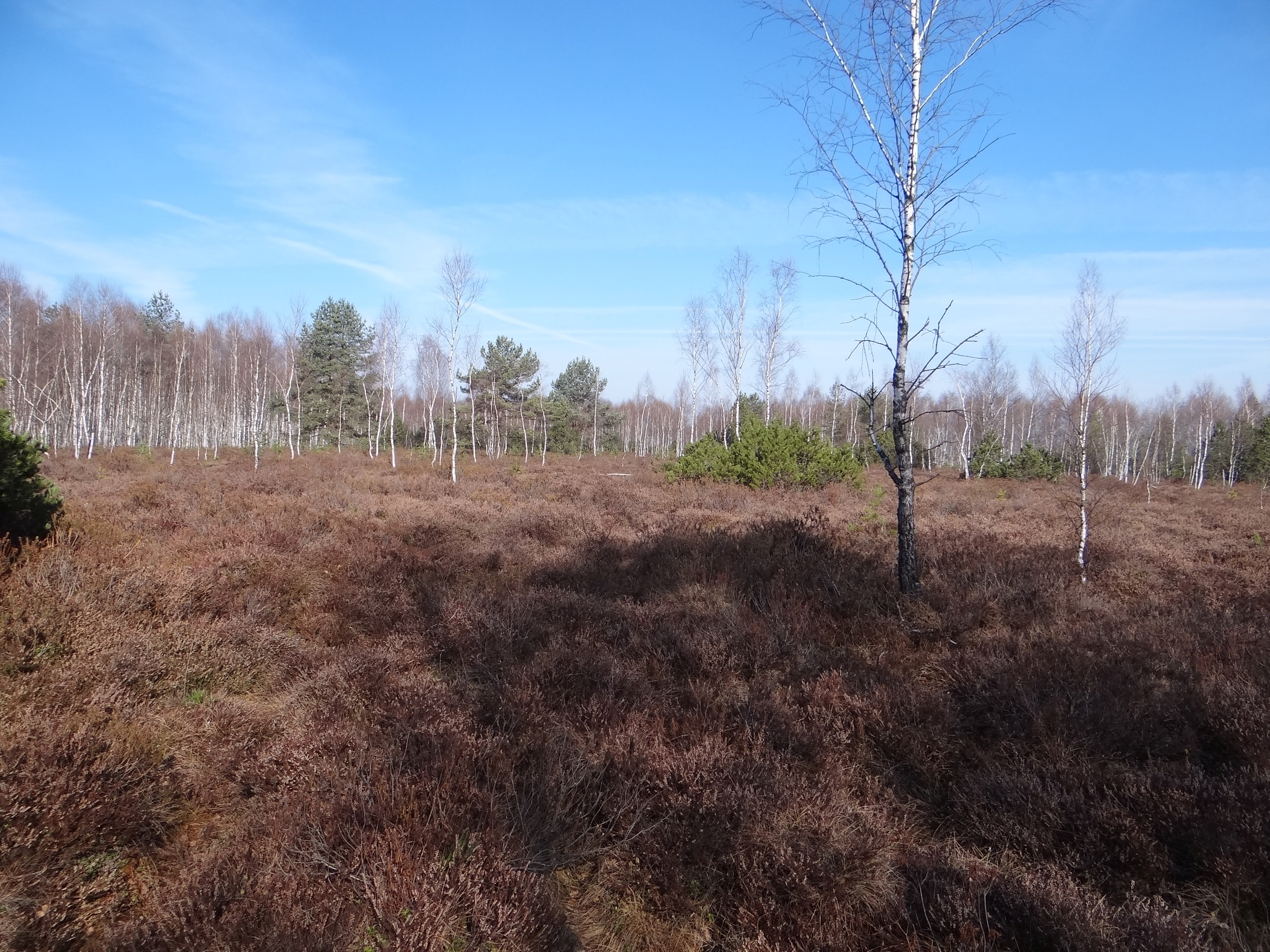

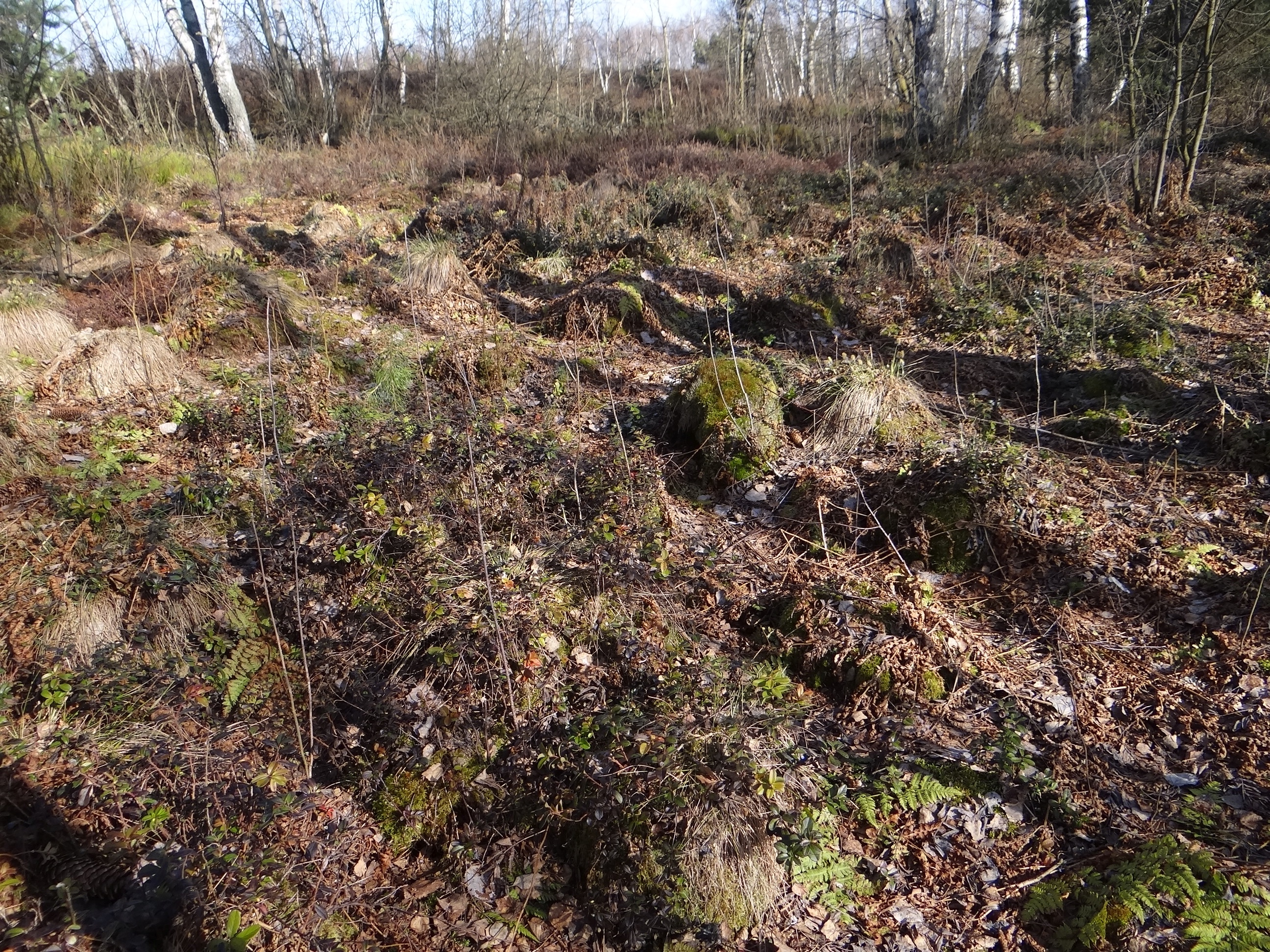

Młaka Brzeżek – torfowisko w obrębie miejscowości Ludźmierz w województwie małopolskim, w powiecie nowotarskim, w gminie Nowy Targ. Znane jest także pod innymi nazwami: Przymiarki, Torfowisko Ludźmierskie, Puścizna Rękowiañska, Młaka Brzeże i Na Brzyskach. W niektórych opracowaniach dzielone jest na dwa odrębne torfowiska: Młaka Brzeże na północno-zachodnim końcu i Przymiarki na południowo-wschodnim końcu, bliżej szosy. Na mapie Geoportalu jest podpisane jako Puścizna Rękowiańska (Młaka).
Położone jest na wysokości 614 m n.p.m. w Kotlinie Orawsko-Nowotarskiej. Znajduje się po prawej stronie drogi z Ludżmierza do Rogoźnika, w odległości około 200 m od tej drogi i prowadzi do niego gruntowa ścieżka. Na Przymiarkach znajdują się torfy o różnej strukturze, czasami znajdują się w nich pnie drzew. Obrzeża torfowiska zarastają brzozami i kosodrzewiną. Jest to torfowisko wysokie. Dawniej w jego części wschodniej (Przymiarki) eksploatowano torf, co doprowadziło do znacznego zmniejszenia się kopuły torfowiska oraz zaniku na części powierzchni charakterystycznej dla torfowisk roślinności. Obecnie pozyskiwanie torfu jest zakazane prawnie, mimo to na Przymiarkach proceder ten nadal ma miejsce, choć na dużo mniejszą skalę. 
Po ustąpieniu lodowca cała Kotlina Orawsko-Nowotarska była wielkim rozlewiskiem młak i jezior, które stopniowo zamulane było niesionymi przez wodę osadami tworzącymi stożki napływowe, równocześnie też podlegało zarastaniu, w którym wielki udział miał mech torfowiec. Z jego obumarłych szczątków tworzył się torf. Zarastanie to zaczęło się około 10-11 tysięcy lat temu. Rocznie przybywa około 1 mm torfu. Torfowisko  tworzy specyficzne warunki życia dla roślin. Charakteryzują się one bardzo kwaśnym odczynem, dużą wilgotnością i ubóstwem składników pokarmowych. W takich warunkach na torfowisku rozwijają się specyficzne, charakterystyczne dla torfowisk gatunki roślin. Na torfowiskach Kotliny Nowotarskiej rosną rośliny charakterystyczne głównie dla niżu, w Karpatach natomiast bardzo rzadkie. Na torfowisku Młaka Brzeże stwierdzono występowanie m.in. takich gatunków, jak: bagnica torfowa, bagno zwyczajne, czermień błotna, modrzewnica pospolita, pływacz zwyczajny, przygiełka biała, turzyca bagienna, turzyca nitkowata, turzyca skąpokwiatowa. Planuje się utworzenie na Kotlinie Nowotarskiej specjalnych obszarów ochrony pod nazwą „Torfowiska Orawsko-Nowotarskie”. Mają one objąć obszar 8255,62 ha.
W pobliżu torfowiska prowadzi nowy, pokryty asfaltem szlak turystyki pieszej i rowerowej z Ludżmierza do Czarnego Dunajca. Przy torfowisku zamontowano wiatę dla turystów i tablicę informacyjną.